# Горња Камила
Горња Камила (грч. Άνω Καμήλα, Ано Камила) је насељено место у општини Сер у периферији Средишња Македонија, Грчка. Према попису из 2021. године било је 546 становника.
Према бугарском географу и историчару, Василу Канчову, у Горњој Камили је 1900. године живело 210 Словена хришћана и 110 Турака. Село се раније звало Турска Камила како би се разликовало од Доње Камиле (Хришћанска Камила) у којој је живело само словенско хришћанско становништво. Током Првог светског рата село је настрадало и већи део мештана је избегао, тако је после рата остало 235 житеља. Године 1924. турско становништво је принудно исељено у Турску а на њихово место је насељена 31 грчка избегличка породица, укупно 156 особа. На попису из 1928. године Горња Камила је мешовито грчко-словенско насеље са 491 становником.